# Râul Albele, Ismar
Râul Albele este un râu din România, afluent al râului Ismar. 